# 링컨파크동물원

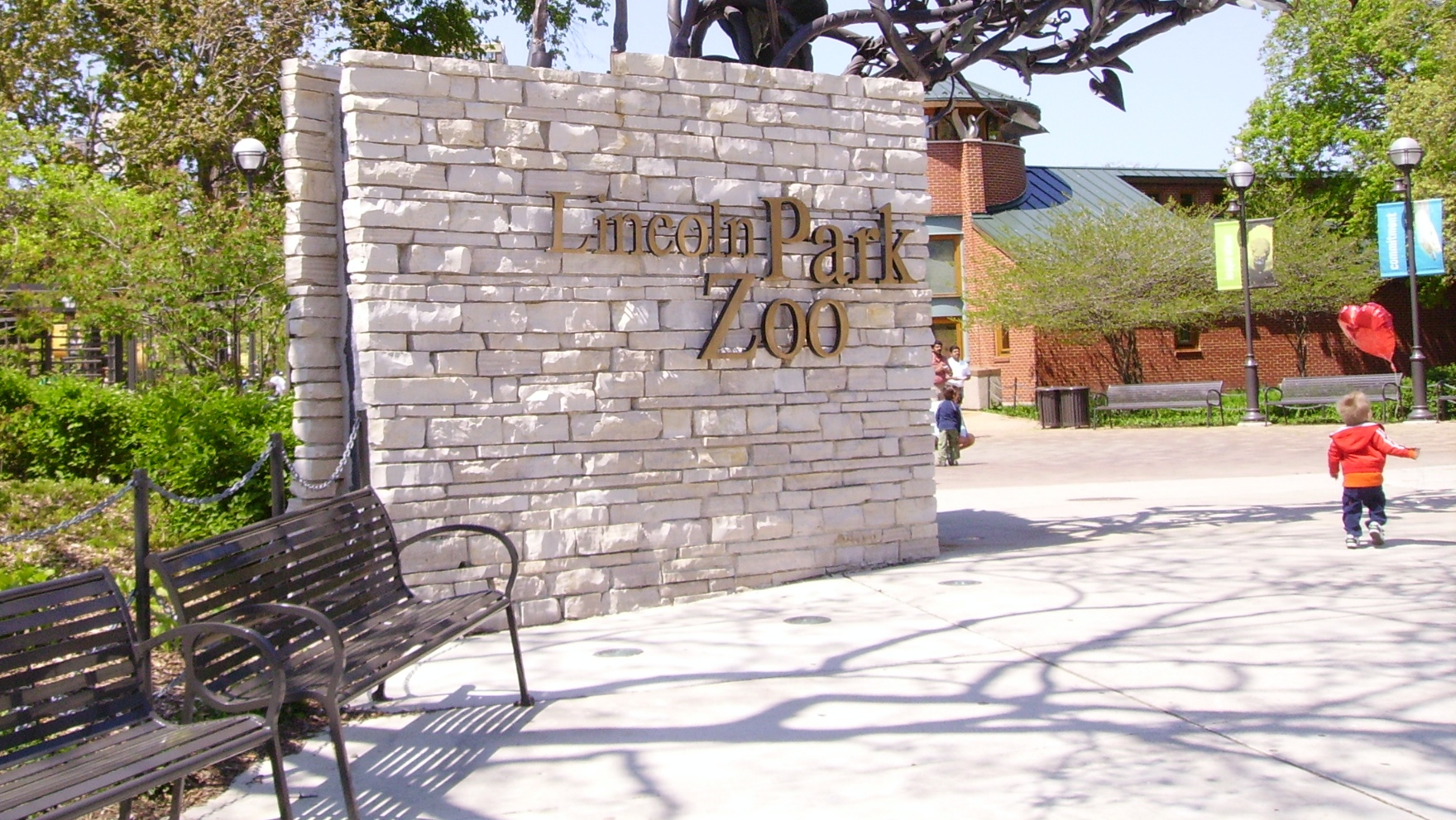

링컨파크동물원(Lincoln Park Zoo)은 미국 일리노이주 시카고 링컨 공원의 14헥타르 면적의 동물원이다. 1868년 개장했으며 북아메리카에서 4번째로 오래된 동물원이다. 미국에서 몇 안 되는 무료 입장이 가능한 동물원들 중 하나이기도 하다.
북극곰, 펭귄, 고릴라, 파충류, 원숭이 등 다양한 동물을 볼 수 있으며, 200여종의 총 약 1,100마리의 동물이 있다. 
동물원은 매일 오전 10시부터 오후 5시까지 운영한다.